# 라몬 데 카르도나

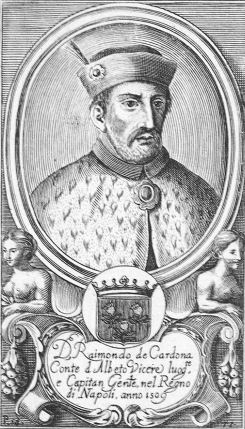
Ramón Folc de Cardona-Anglesola.

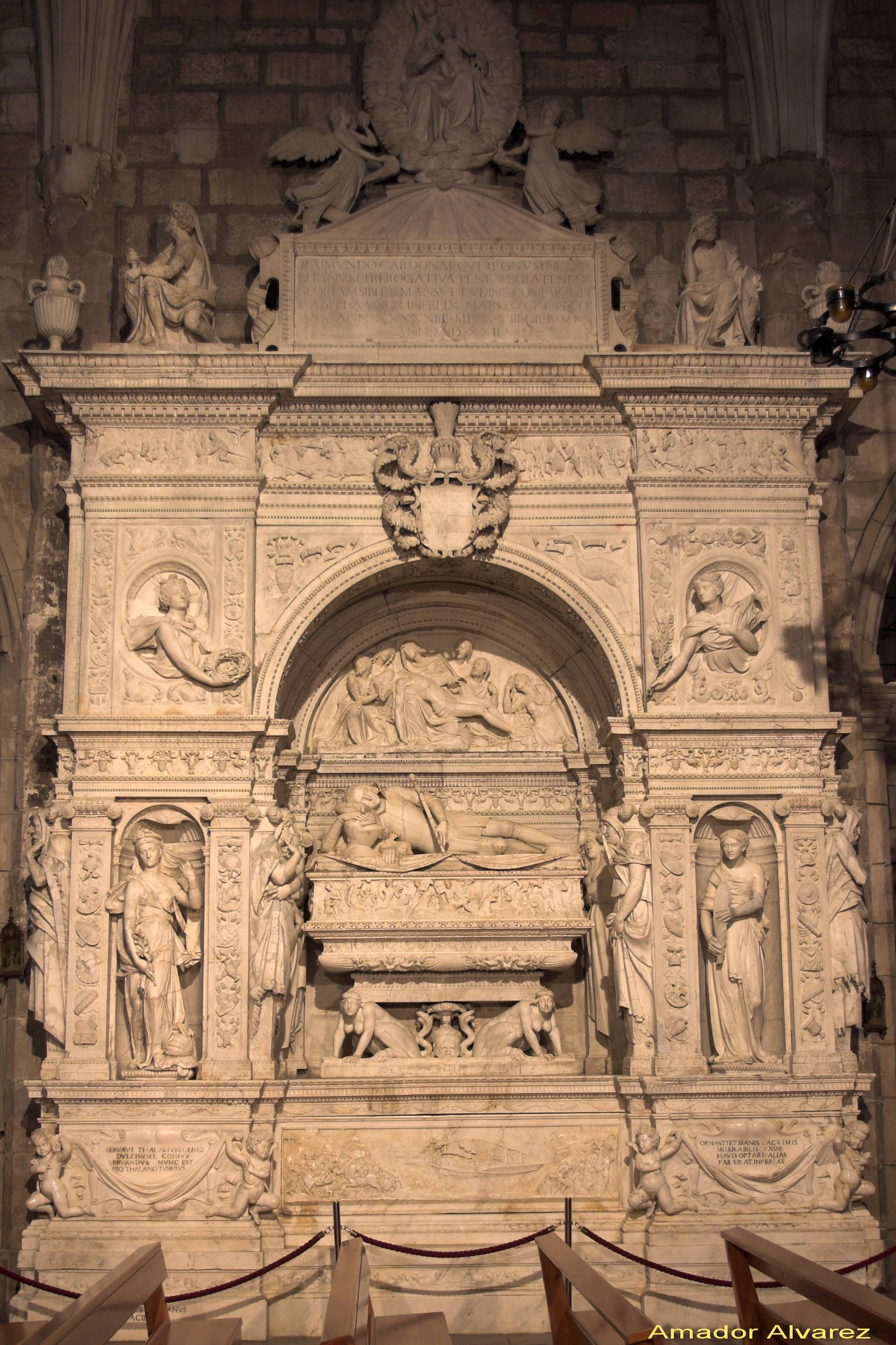
조반니 다 놀라가 만든 라몬 데 카르도나의 무덤.

라몬 폴크 데 카르도나 이 안젤솔라 (Ramon Folc de Cardona i Anglesola', 이탈리아어: Raimondo di Cardona, 1467년 – 1522년 3월 10일)는 이탈리아 전쟁 기간에 나폴리 부왕 및 캉브레 동맹 전쟁 기간에 이탈리아의 스페인군을 지휘한 스페인의 장군 및 정치인이다. 그는 1515년 12월 12일에 나폴리 왕국의 올리베토 백작 작위를 수여받았다.

## 생애
안토니 데 카르도나안젤솔라 이 켄테예스 (Antoni de Cardona-Anglesola i Centelles)와 카스테야나 데 레케센스 (Castellana de Requesens)의 아들로 태어난 그는 제5대 벨푸치 남작, 리뇰라 남작, 우치파파 남작이였고, 세 지역 모두 카탈루냐 지역이다. 그는 아라곤 연합왕국에서 가장 강력한 귀족 가문 중 하나인 카르도나 가문의 일원으로 벨푸치에서 태어났다. 1502년 12월 12일에 그는 소마 공작 작위를 수여받았고, 1505년에는 해군 제독으로서 메르스엘케비르 점령전에 참여했었다.
그의 친부라고도 여겨지기도 했었던 아라곤의 왕 페란도 2세는 1509년에 그를 나폴리 부왕으로 임명했다. 그는 1507년에서 1509년까지 시칠리아 부왕직도 맡았었고 나폴리로 돌아와 1522년에 그곳에서 사망할때까지 머물렀다. 1510년에 그는 나폴리에 종교 재판을 도입하라는 지시를 받았는데, 이 결정은 민중들의 봉기를 야기하였고 이로 인해 스페인의 왕은 이 칙령을 취소하였다.

라파엘로가 그린 라몬 데 카르도나의 부인 도나 이사벨 데 레케센스의 초상화.

1511년에 카르도나는 나폴리 정부를 그의 부인이자 제2대 팔라모스 여백작, 제2대 아벨리노 여백작, 제2대 트리벤토 여백작, 칼로녜 여남작등 이 작위들의 초대 소유자였던 갈세란 데 레케센스 (Galceran de Requesens)의 딸 이사벨 데 레케센스에게 맡기고 캉브레 동맹 총지휘관직을 맡아 북이탈리아로 떠났다.
1512년 4월에 프랑스 군과 벌였던 라벤나 전투에서 느무르 공작 가스통 드 푸아에게 패배를 당했다. 그러나 이 전투에서 프랑스군의 유능한 지휘관인 드 푸아가 사망하였고 이후 프랑스 군의 상황이 악화되면서 로마냐와 밀라노에서 프랑스군이 퇴각하였다.
1512년 8월에 있었던 신성동맹국간에 만토바 회의에 결의내용에 따라 피렌체를 응징하기 위해 스페인 군을 이끌고 토스카나 지역으로 이동하였다.침공의 목적은 스페인이 지지하던 메디치 가문의 피렌체 통치권 회복을 지원하기 위해서였다. 그의 군대는 프라토를 함락시킨후 학살을 벌였다. 프라토는 수도 피렌체에서 약 16km 떨어진 곳이였고 프라토 함락소식을 접한 피렌체의 수상과 정부관료들은 망명을 떠났으며 메디치 가문은 18년만에 통치권을 되찾았다.(메디치 가문은 1494년에 피렌체에서 추방 당했었다.)
1513년에 카르도나는 새로운 병력을 이끌고 롬바르디아로 돌아와, 바르톨로메오 달비아노가 이끄는 베네치아군을 격파시키며 라 모타 전투에서 승리를 거뒀다. 하지만 그는 마리냐노 전투에서 베네치아군이 프랑스 병력에 합류하는걸 막지 못 했다.
1513년 2월에 본명 줄리아노 델라 로베레인 교황 율리오 2세 (1443–1513)가 사망하고 프랑수아 1세가 이탈리아에 도착한 후, 카르도나는 스페인으로 돌아오라는 명령을 받았다. 1515년에 그는 오늘날 라치오 남부 지역의 영지인 알비토 백작 작위를 수여받았다. 1519년에 새롭게 즉위한 스페인의 왕이자 신성 로마 제국의 황제 카를 5세는 그를 나폴리 왕국의 최고 제독으로 임명하였다.
그는 1522년 나폴리에서 사망했다. 조반니 다 놀라가 제작한 벨푸치에 있는 그의 기념비는 그 지역내 르네상스 예술의 가장 뛰어난 예시 중 하나이다.

## 자녀
그는 자녀 두 명을 두었다 :
- 페르난도 폴크 데 카르도나 - 제2대 소마 공작, 제3대 올리베토 백작 및 다른 작위들과 시칠리아 부왕이였으며, 1571년 9월 13일에 사망했다.
- 카테리나 데 카르도나 이 레스케센스 (Caterina de Cardona y Requesens, 1577년 사망)는 페르디난도 1세 디 나폴리와 디아나 구아르다토 (Diana Guardato) 사이에서 태어난 서자 제1대 몬탈토 공작 페란테 다라고나와 혼인했다. 그들의 후손들은 스페인의 대귀족이자 파테르노의 시칠리아 공작 “몽카다 가문” (Moncada) 가문이다.

## 참고 자료
- Norwich, John Julius (1989). 《A History of Venice》. New York: Vintage Books. ISBN 0-679-72197-5.
- Taylor, Frederick Lewis (1973). 《The Art of War in Italy, 1494-1529》. Westport: Greenwood Press. ISBN 0-8371-5025-6.
- http://www.grandesp.org.uk/historia/gzas/soma.htm